# Tàu ngầm hạt nhân

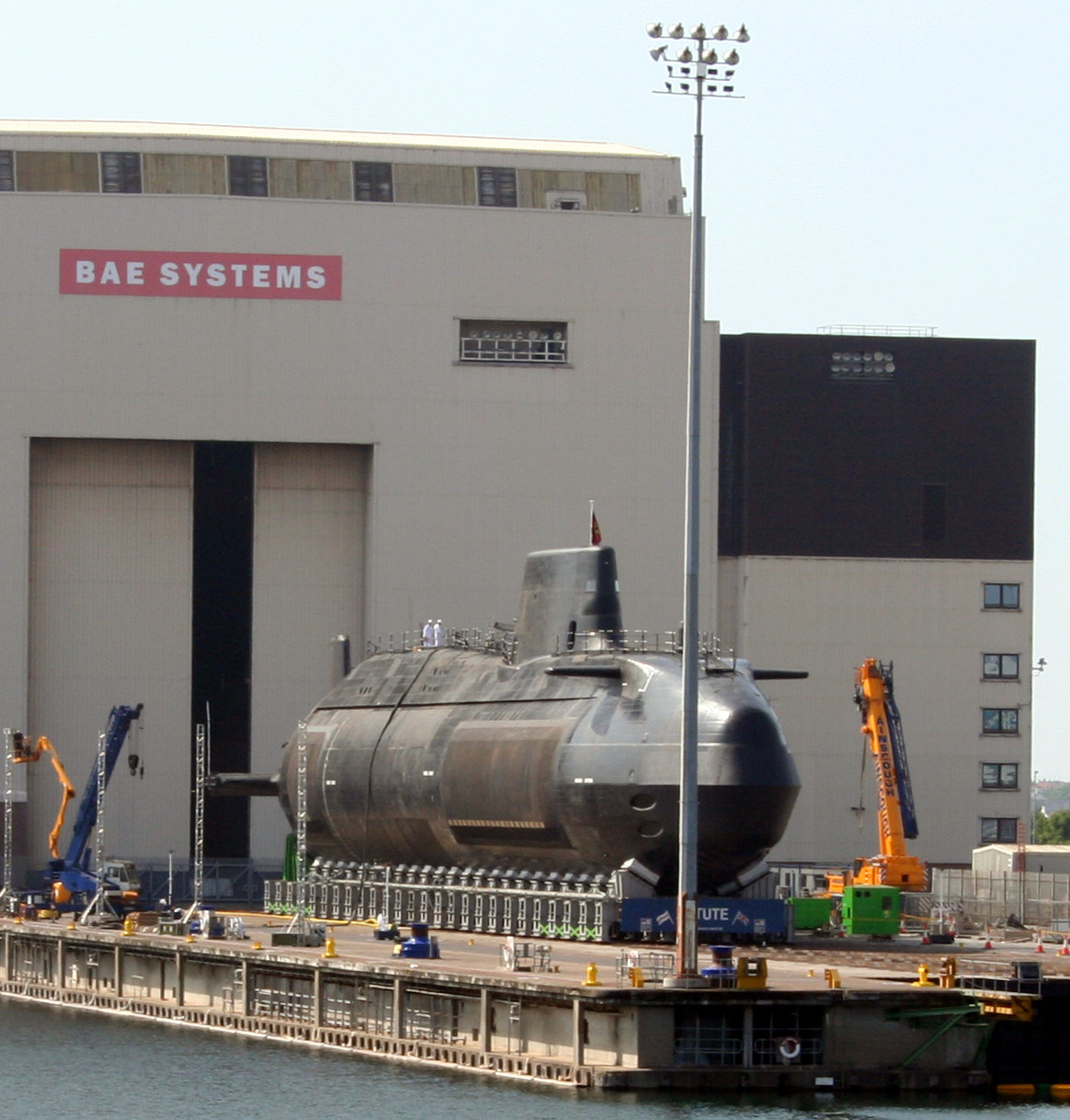
Tàu ngầm HMS Astute, loại tàu ngầm hạt nhân tấn công tiên tiến.

Tàu ngầm hạt nhân (tiếng Anh: Nuclear submarine) là một loại tàu ngầm vận hành nhờ năng lượng sinh ra từ phản ứng hạt nhân bên trong Lò phản ứng hạt nhân của tàu. Loại tàu ngầm này có rất nhiều những lợi thế về hiệu năng hoạt động so với loại tàu ngầm diesel - điện trước đó. Nhờ có sức đẩy hạt nhân mà loại tàu này không còn phụ thuộc vào không khí, do đó tàu ngầm không nhất thiết phải nổi lên mặt nước thường xuyên. Mặt khác, với nguồn năng lượng khổng lồ từ hạt nhân, tàu ngầm hạt nhân có thể vận hành tốc độ cao trong một thời gian dài, và thời gian tiêu thụ nhiên liệu cũng được mở rộng, chỉ trừ trường hợp phải tiếp tế đồ ăn. Với thế hệ tàu ngầm hạt nhân hiện tại thì nó có thể vận hành trong 25 năm liên tục mà không phải nạp nhiên liệu.
Mặt khác, tàu ngầm hạt nhân cũng có điểm yếu so với tàu ngầm chạy bằng dầu diesel, đó là phải liên tục làm mát lò phản ứng hạt nhân kể cả khi tàu không di chuyển; khoảng tới 70% lượng nhiệt từ lò thoát ra và truyền vào nước biển. Điều này sẽ tạo nên "vùng dậy sóng nhiệt", một lượng nước ấm có mật độ thấp nổi lên trên bề mặt biển. Do đó sẽ tạo nên "vết nhiệt" mà đối phương có thể quan sát được nhờ hệ thống dò ảnh nhiệt, ví dụ FLIR. Một vấn đề khác đó là lò phản ứng chạy liên tục chứ không thể ngắt đi như động cơ dầu, do đó tạo nên tiếng hơi nước và rất dễ bị phát hiện bởi sonar, và máy bơm làm mát lò phản ứng cũng phải chạy liên tục (dùng cho chu trình tải nhiệt, nếu không thì lò phản ứng sẽ quá nóng và phát nổ) cũng sẽ tạo ra tiếng động, trái ngược với tàu ngầm diesel-điện có thể di chuyển hoặc ẩn nấp một cách tĩnh lặng với động cơ điện. Ngoài ra, vấn đề môi trường cũng là một quan ngại lớn, vì nếu tàu ngầm hạt nhân gặp tai nạn hoặc bị đánh trúng thì sẽ gây ra nguy cơ ô nhiễm hạt nhân cho cả một vùng biển lớn.
Hiện nay, chỉ có lực lượng hải quân của 5 quốc gia thành viên Hội đồng Bảo an Liên Hợp Quốc là: Hoa Kỳ, Liên Xô (sau khi Liên Xô sụp đổ là Nga), Anh, Pháp và Trung Quốc là có hạm đội tàu ngầm hạt nhân, trong đó, Hải quân Mỹ có 100% hạm đội tàu ngầm đều là tàu ngầm hạt nhân. Ấn Độ là quốc gia duy nhất không thuộc Hội đồng Bảo an Liên Hợp Quốc có trang bị tàu ngầm hạt nhân, đó là chiếc INS Charka, một chiếc tàu ngầm hạt nhân lớp Shchuka-B mà nước này thuê lại trong 10 năm từ Nga. Trước đó, Hải quân Ấn Độ cũng có thuê chiếc tàu ngầm K-43, một chiếc tàu ngầm hạt nhân lớp Charlie của Liên Xô từ năm 1987 đến năm 1991. Hiện nay, Ấn Độ đang tự phát triển tàu ngầm hạt nhân lớp Arihant cho riêng mình.

## Lịch sử

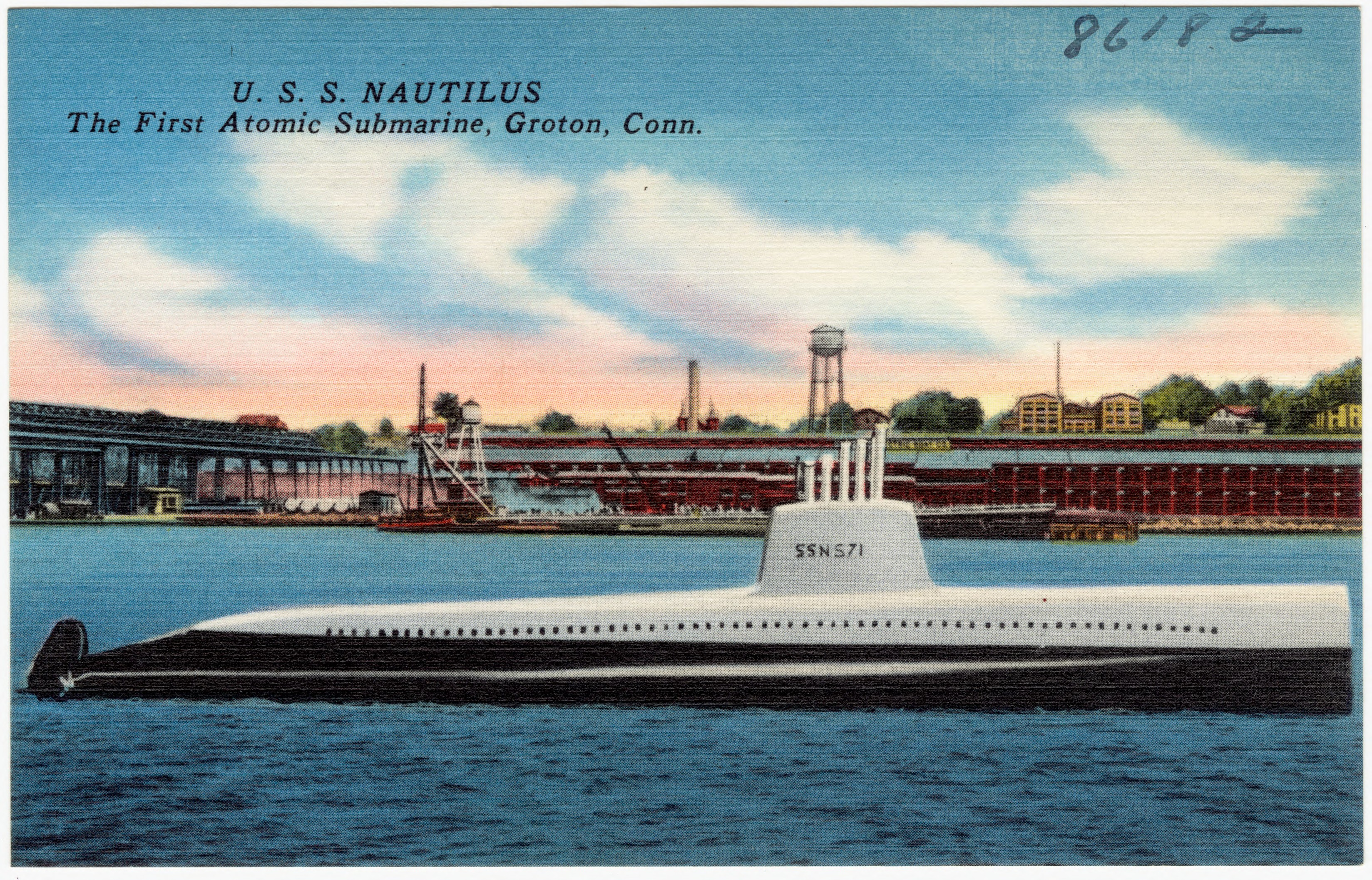
USS Nautilus (SSN-571), chiếc tàu ngầm hạt nhân đầu tiên trên thế giới

Ý tưởng chế tạo một loại tàu ngầm chạy bằng hạt nhân được khởi xưởng bởi Phòng thí nghiệm Nghiên cứu Hải quân (Naval Research Laboratory) từ năm 1939. Nhà vật lý người Mỹ Ross Gunn (1897-1966) được tờ New York Times khen ngợi là: "Một trong những cha đẻ của chương trình tàu ngầm hạt nhân".
Năm 1954, Mỹ đã cho hạ thủy chiếc tàu ngầm hạt nhân đầu tiên trên thế giới, chiếc USS Nautilus, mang mã hiệu SSN-571. Nó đã phá vỡ nhiều kỉ lục về tốc độ, thời gian và khả năng chịu đựng áp lực khi lặn của các tàu ngầm diesel-điện Klasse XXI trước đó của Đức Quốc Xã. 
Phòng thí nghiệm Năng lượng Nguyên tử Bettis (thuộc tập đoàn Westinghouse) đảm nhận việc chế tạo lò phản ứng hạt nhân, trong khi công ty Electric Boat, một công ty con của tập đoàn General Dynamics, đảm nhận việc chế tạo con tàu. Sau khi hoàn thành, Đệ Nhất Phu nhân Hoa Kỳ Mamie Eisenhower, vợ của tổng thống Dwight D. Eisenhower, đã ăn mừng bằng một chai champagne trên mũi con tàu. Vào ngày 17/1/1955, con tàu được hạ thủy để chạy thử sau khi rời cảng Gorton, Connecicut. Tàu Nautilus có chiều dài 320 feet (98 m), chi phí cho việc chế tạo là 55 triệu USD (Đôla Mỹ thời giá 1954).
Trong thập niên 50, Hải quân Liên Xô cũng bắt đầu việc chế tạo tàu ngầm hạt nhân để tạo thế cân bằng với Hải quân Mỹ trong Chiến tranh Lạnh. Hải quân Liên Xô bắt đầu hàng loạt các thử nghiệm phản ứng hạt nhân tại Viện Vật lý và Kỹ thuật Điện ở Obninsk. Đến năm 1956, lò phản ứng hạt nhân được phát triển bởi đội ngũ các nhà vật lý giỏi nhất của Liên Xô dưới sự lãnh đạo của Anatoly Petrovich Aleksandrov (1903-1994) đã sẵn sàng đi vào hoạt động, trong khi đó, một nhóm các kỹ sư của Sevmash (dưới sự lãnh đạo của Vladimir N. Peregudov) đã thiết kế phần thân của con tàu. Vượt qua mọi chướng ngại, bao gồm vấn đề về máy phát hơi nước, rò rỉ phóng xạ, và những khó khăn khác, tàu ngầm hạt nhân mang tên K-3 "Leninskiy Komsomol" của dự án 627 "Kit" (Project 627 Kit, tiếng Nga: Кит), còn gọi là lớp November (November-class) của NATO đã được đưa vào hoạt động vào Hải quân Liên Xô trong năm 1958.
Với năng lượng hạt nhân, việc chế tạo bộ phận đẩy cho tên lửa đạn đạo tàu ngầm chiến lược trở nên lý tưởng, nhờ đó tăng khả năng giữ dưới nước và không bị phát hiện. tàu ngầm hạt nhân với tên lửa đạn đạo chiến lược đầu tiên có tên là USS George Washington (SSBN-598) với 16 quả tên lửa Polaris A-1. Liên Xô cũng đã có một vài tàu ngầm hạt nhân trong dự án 629 (lớp Golf), và chỉ sau 1 năm, tàu ngầm K-19 của dự án 658 (lớp Hotel) đã được hoạt động lần đầu vào tháng 11-1960.

## Công nghệ của tàu ngầm hạt nhân
Điểm khác biệt chính giữa tàu ngầm hạt nhân loại thường và loại hạt nhân là ở hệ thống phát năng lượng. Tàu ngầm hạt nhân sử dụng lò phản ứng hạt nhân cho việc phát năng lượng. Các lò phản ứng còn có thể cung cấp điện cho motor điện nối với chân vịt hoặc sử dụng phản ứng tỏa nhiệt để sản xuất hơi nước, phục vụ cho việc quay turbine hơi nước. Các lò phản ứng sử dụng nhiên liệu đã được làm giàu uranium 235 (thường hơn 20%), nhờ đó mà sẽ sản sinh ra một lượng công suất khổng lồ, giúp cho tàu ngầm hạt nhân có thể vận hành trong thời gian dài - điều mà khó có thể thực hiện do vị trí của lò phản ứng có thể nguy hiểm vì áp suất lớn của thân tàu.
Lò phản ứng hạt nhân cũng có thể cung cấp nguồn cho các hệ thống ngầm khác, như là cân bằng dưỡng khí, sản xuất nước uống bằng việc bỏ muối từ nước biể̀n, điều chỉnh áp suát và vân vân. Tất cả các lò của hải quân hiện tại đều vận hành với máy phát diesel và hệ thống khôi phục nguồn. Những động cơ này có khả năng cung cấp nguồn điện khẩn cấp phòng khi lò quá tải nhiệt, cũng như là đủ điện cung cấp cho bộ phận đẩy bằng cơ học. tàu ngầm hạt nhân có thể vận hành tới 30 năm khi mang nhiên liệu hạt nhân. Trở ngại duy nhất làm giới hạn thời gian ở dưới nước của tàu ngầm hạt nhân là sự cung cấp thức ăn và bảo trì thân tàu.

## Danh sách các tàu ngầm hạt nhân

### Mỹ

#### Ngưng hoạt động
- SCB-64: USS Nautilus (SSN-571)
- SCB-64A: USS Seawolf (SSN-575)
- SCB-121: Skate class attack submarines
- SCB-132: USS Triton (SSRN-586)
- SCB-137A: USS Halibut (SSGN-587)
- SCB-154: Skipjack class attack submarines
- SCB-178: USS Tullibee (SSN-597)
- SCB-180A: George Washington class ballistic missile submarines
- SCB-180: Ethan Allen class ballistic missile submarines
- SCB-188: Permit class attack submarines
- SCB-188A: Sturgeon class attack submarines
- SCB-216: Lafayette class ballistic missile submarines
- SCB-216: James Madison class ballistic missile submarines
- SCB-216: Benjamin Franklin class ballistic missile submarines
- NR-1
- SCB-245: USS Narwhal (SSN-671)
- SCB-302: USS Glenard P. Lipscomb (SSN-685)

#### Đang hoạt động
- SCB-303: Lớp Los Angeles
- SCB-304: Lớp Ohio
- Lớp Seawolf
- Lớp Virginia

#### Đang phát triển
- Ohio replacement SSBN(X) (In development)

### Liên Xô/Nga

#### Ngưng hoạt động
- Project 627 (November) attack submarines
- Project 645 test attack submarine K-27
- Project 658 (Hotel) ballistic missile submarines
- Project 659/675 (Echo) cruise missile submarines
- Project 661 (Papa) attack submarines
- Project 667 (Yankee) ballistic missile submarines
- Project 667B, Murena (Delta I) ballistic missile submarines
- Project 667BD, Murena-M (Delta II) ballistic missile submarines
- Project 670 (Charlie) cruise missile submarines
- Project 671 (Victor) attack submarines
- Project 678 (X-Ray) research submersible
- Project 685 (Mike) attack submarine K-278 Komsomolets
- Project 705 (Alfa) attack submarines

#### Đang vận hành
- Project 941 (Typhoon) ballistic missile submarines
- Project 945 (Sierra) attack submarines
- Project 949 (Oscar) cruise missile submarines
- Project 667BDR, Kalmar (Delta III) ballistic missile submarines
- Project 667BDRM, Delfin (Delta IV) ballistic missile submarines
- Project 1910 Kashalot-class (Uniform) special purpose submarines
- Project 1851.1 (Paltus) special purpose submarines
- AS-12 (Losharik) special purpose submarine
- Project 971 (Akula) attack submarines
- Project 671RTM Shchuka (Victor III) attack submarines
- Project 935 (Borei) ballistic missile submarines(Russian submarine Yury Dolgorukiy).[8](2 sea trials)

#### Đang phát triển
- Project 885 (Graney) attack submarines (Sea trials)

### Vương Quốc Anh

#### Ngưng hoạt động
- HMS Dreadnought (S101)
- Valiant class attack submarines
- Resolution class ballistic missile submarines
- Churchill class attack submarines
- Swiftsure class attack submarines

#### Đang vận hành
- Trafalgar class attack submarines
- Vanguard class ballistic missile submarines
- Astute class attack submarines

#### Đang phát triển
- Vanguard replacement SSBN (In development)

### Pháp

#### Ngưng hoạt động
- Redoutable class ballistic missile submarines

#### Đang vận hành
- Rubis class attack submarines
- Triomphant class ballistic missile submarines

#### Đang phát triển
- Barracuda class attack submarines (In development)

### Trung Quốc

#### Đang vận hành
- Type 091 (Han) attack submarines
- Type 092 (Xia) ballistic missile submarines
- Type 093 (Shang) attack submarines
- Type 094 (Jin) ballistic missile submarines

#### Đang phát triển
- Type 095 attack submarines (In development)
- Type 096 (Tang) ballistic missile submarines (In development)

### Ấn Độ

#### Ngưng hoạt động
- INS Chakra: thuê lại chiếc K-43 (lớp Charlie) từ Liên Xô trong giai đoạn 1987-1991

#### Đang vận hành
- INS Chakra: thuê lại chiếc Nerpa K-152 (lớp Akula) từ Nga vào năm 2011 (đàm phán từ 2008)
- Arihant class submarine - INS Arihant (đang thử nghiệm ở)

#### Đang phát triển
- Arihant class submarine -  1 in sea trial as INS Arihant, 1 or 2 under construction next one is named INS Aridhaman)
- Indian Navy SSN programme - 6 submarines to be built.[9]

### Brazil

#### Đang phát triển
- SNB Álvaro Alberto - SN10 attack submarines[10]